# Ring test
Il ring test è una reazione sierologica che sfrutta il meccanismo dell'agglutinazione, utilizzato nell'ambito della medicina veterinaria.
Esso viene effettuato sul latte di bovina sospetta di brucellosi: una vacca affetta da brucellosi (o che lo è stata precedentemente) presenta anticorpi in circolo; tali anticorpi vengono secreti nel latte.  
Oltre a casi di brucellosi, gli anticorpi sono presenti anche a seguito di una mastite. 
Per svelare la presenza di anticorpi specifici si aggiunge al latte una sospensione di brucelle uccise al calore e colorate con ematossilina. Dopo un dato periodo di incubazione, in caso di negatività, il latte risulterà blu, ma la panna formatasi in superficie sarà biancastra.
In caso di positività, al contrario, il latte sottostante risulterà bianco, mentre la panna in superficie presenterà un anello (in inglese ring) bluastro, poiché il legame tra antigene e anticorpo determina un aumento di superficie, e quindi un adsorbimento delle brucelle da parte della panna.